# Paracreptotrematina limi
Paracreptotrematina limi är en plattmaskart. Paracreptotrematina limi ingår i släktet Paracreptotrematina och familjen Allocreadiidae. Inga underarter finns listade i Catalogue of Life.